# Non è una favola
Non è una favola è un singolo della cantautrice pop italiana L'Aura, pubblicato il 18 maggio 2007 dall'etichetta discografica Sony BMG.
È stato il primo singolo estratto dal secondo disco dell'artista, Demian.

## Il brano
Il brano è stato scritto dalla stessa L'Aura e prodotto da Enrique Gonzalez Müller, ed è stato diffuso nelle radio e nelle emittenti televisive, con il relativo video, nella prima settimana di maggio del 2007.
Pubblicato ufficialmente nei negozi musicali il 18 maggio dello stesso anno, il brano si riferisce alla vita di un personaggio famoso la cui vita è tormentata da differenti vizi e capricci. Particolarmente ritmata, il titolo della canzone si riferisce per l'appunto alla vita dei personaggi descritti.
Ha raggiunto la posizione numero 21 della classifica italiana dei singoli e ha anticipato la pubblicazione del secondo disco dell'artista, Demian, avvenuta poche settimane più tardi. Il titolo di questa canzone contrasta con quello di un altro singolo della cantante, Una favola, pubblicato appena due anni prima.

## Il video
Il video, diretto da Maki Gherzi e prodotto da Marco Salom, è ambientato in una stanza ed è caratterizzato dalla sottolineatura della ritmica della canzone realizzata tramite una stop motion, composta da fotogrammi che ritraggono la cantante in varie versioni e con numerose acconciature di capelli. In alcune interviste è stato dichiarato che per fare tutte le fotografie poi utilizzate all'interno del videoclip sono stati impiegati quattro giorni di servizio fotografico. Il video della canzone è arrivato in finale al Premio Videoclip Italiano 2007.

## Classifiche
| Classifica (2007) | Posizione |
| ----------------- | --------- |
| Italia            | 21        |